# The Saints Jazz Band
The Saints Jazz Band ist der Name einer 1952 gegründeten Oldtime Jazzband aus dem Schweizer Kanton Zürich.
Als Bandleader amtierte René Borel, der auch Klarinette und Saxophon blies. Seine Mitspieler waren Marc Clemann (Trompete), Fritz Steiner (Klarinette), Fredi Hausheer (Klavier), Hans Marro (Banjo), Peter Fischer (Tuba) und Pietro Rossi (Schlagzeug). Sie waren alle jazzbegeistert.
Infolge verschiedener Personalwechsel drohte der Formation, die 1956 an der Télévision Monte Carlo in Monaco auftreten durfte, nach zehn Jahren das Ende. Eine personelle Stabilität entstand erst, nachdem Romeo Borbach 1962 als Pianist in die Band eintrat. Kurz darauf löste er René Borel als Bandleader ab. Ab 1963 spielten auch der Trompeter Otto Andrae und der Klarinettist Jürg Maurer mit.
Die Besetzung 2015: Otto Andrae, Trompete, Ernst Bigler, Trombone, Paul Tantanini Klarinette und Alto-Saxophon, Romeo Borbach, Piano und Bandleader, Rolf Winiger, Kontrabass und Eugen Weber, Drums.

## Diskografie
- 1956: The Saints Jazz Band
- 1975: Wiit weg (Single)
- 1976: The Saints Jubilee
- 1979: Les Oignons
- 1985: 33 Years/Another Saints Jubilee
- 1992: Jubilee 40 Years
- 1996: Jubilee 44 Years
- 2002: Golden Jubilee 50 Years Jubilee